# Tucker XP-57
Tucker XP-57 fue la designación de un caza ligero que fue propuesto al Cuerpo Aéreo del Ejército de los Estados Unidos (USAAC) en 1940. Apodado "Peashooter" (cerbatana), fue desarrollado por la Tucker Aviation Corporation por Preston Tucker, quien más tarde se haría famoso por el Tucker '48 Sedan. 

## Diseño y desarrollo
El proyecto generó un interés considerable en el mando del USAAC, ya que presentaba un caza muy ligero pero bien armado, en un momento en que todos los aviones estadounidenses de este tipo en ese momento se estaban volviendo más pesados y complejos.
Para minimizar peso, el avión iba a tener una estructura de tubos de acero con recubrimiento de aluminio y alas de contrachapado. El motor lineal de 8 cilindros, diseñado por Harry Miller de la famosa carrera Indy 500, iba a estar situado detrás del piloto en una configuración similar a la del P-39 Airacobra. El armamento previsto de la aeronave consistía en tres ametralladoras de 12,7 mm o dos cañones de 20 mm y una ametralladora de 12,7 mm. El USAAC ordenó un único prototipo del XP-57.
Sin embargo, cuando el diseño se retrasó debido a problemas financieros de la compañía, el contrato se dejó caducar. Nunca se construyó ningún avión de producción debido a que el USAAC se estaba interesando por cazas mayores y había perdido interés en el proyecto.

## Especificaciones (estimadas)

### Características generales
- Tripulación: Uno (piloto)
- Longitud: 8,1 m (26,6 ft)
- Envergadura: 8,7 m (28,5 ft)
- Altura: 2,4 m (7,9 ft)
- Superficie alar: 11,1 m² (119,5 ft²)
- Peso vacío: 1542 kg (3398,6 lb)
- Peso útil: 671,3 kg (1479,6 lb)
- Planta motriz: 1× motor lineal de 8 cilindros y refrigeración por líquido Miller L-510 montado por detrás del piloto.
  - Potencia: 537 kW (740 HP; 730 CV)

### Rendimiento
- Velocidad máxima operativa (Vno): 495 km/h (308 MPH; 267 kt)
- Velocidad crucero (Vc): 426,5 km/h (265 MPH; 230 kt)
- Alcance: 960 km (518 nmi; 597 mi)
- Techo de vuelo: 7925 m (26 000 ft)

### Armamento
- Ametralladoras: 

  - 3x Browning M2 de 12,7 mm con 580 disparos, o
  - 1x Browning M2 de 12,7 mm y 2 cañones de 20 mm

## Aeronaves relacionadas

### Aeronaves similares
- Bell XP-77
- Douglas XP-48
- Caudron C.714
- Miles M.20

### Secuencias de designación
- Secuencia P-_ (Cazas (Pursuit) del USAAC/USAAF/USAF, 1924-1962): ← XP-54 - XP-55 - XP-56 - XP-57 - XP-58 - P-59 - P-60 →